# Anisodes caligata
Anisodes caligata là một loài bướm đêm trong họ Geometridae.